# Práso (ö i Grekland, Peloponnesos)
Práso är en ö i Grekland.   Den ligger i regionen Peloponnesos, i den sydöstra delen av landet, 70 km väster om huvudstaden Aten.